# Kostel svatého Jana Nepomuckého (Košíře)
Kostel svatého Jana Nepomuckého byl postaven ve funkcionalistických tvarech s klasicizujícími prvky v roce 1942 dle projektu Jaroslava Čermáka a nachází se v ulici Nepomucká v Praze Košířích. Architektonický návrh obsahoval veškeré vnitřní vybavení a výzdobu včetně oltáře, lavic a liturgických předmětů používaných při mši. Kostelu dominuje 55 metrů vysoká věž na skalnatém podloží.
Snaha postavit kostel byla již od 18. října roku 1928, kdy v Košířích založili Kostelní spolek katolíků v Košířích. Rozhodnutím ústředního zastupitelstva hlavního města Prahy ze dne 16. ledna 1939 bylo prodáno Kostelnímu spolku v Košířích ideální místo pod lidnatou kolonií Cibulkou, Václavkou, blízko kolonie Na Šumavě a Buďánka, přístupné od Motola, ve středu Košíř při hlavní třídě velkoměsta.
Správcem kostela je Zdeněk Lohelius Klindera.